# Seweryna Szmaglewska

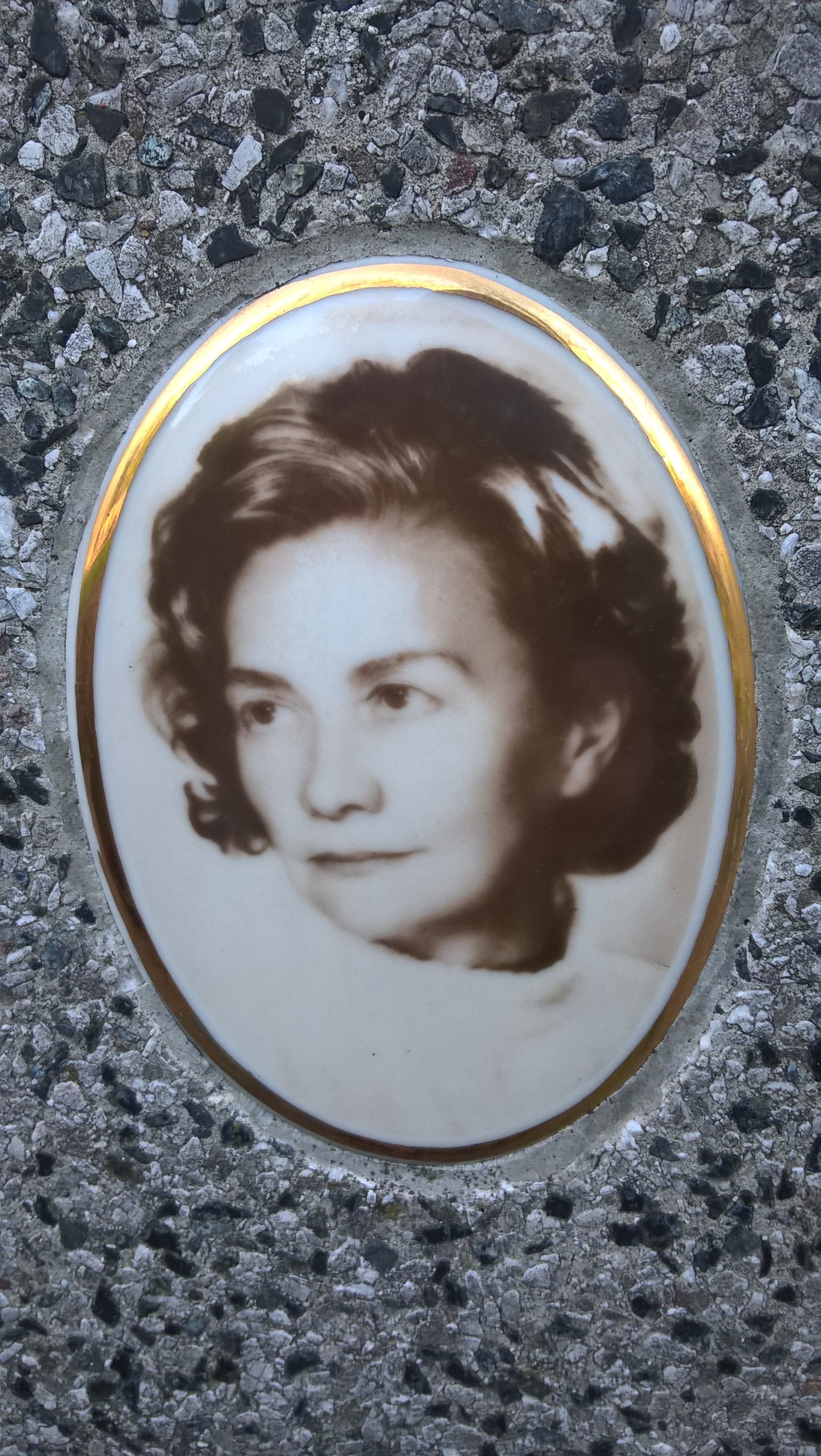
Fotografia nagrobna Seweryny Szmaglewskiej

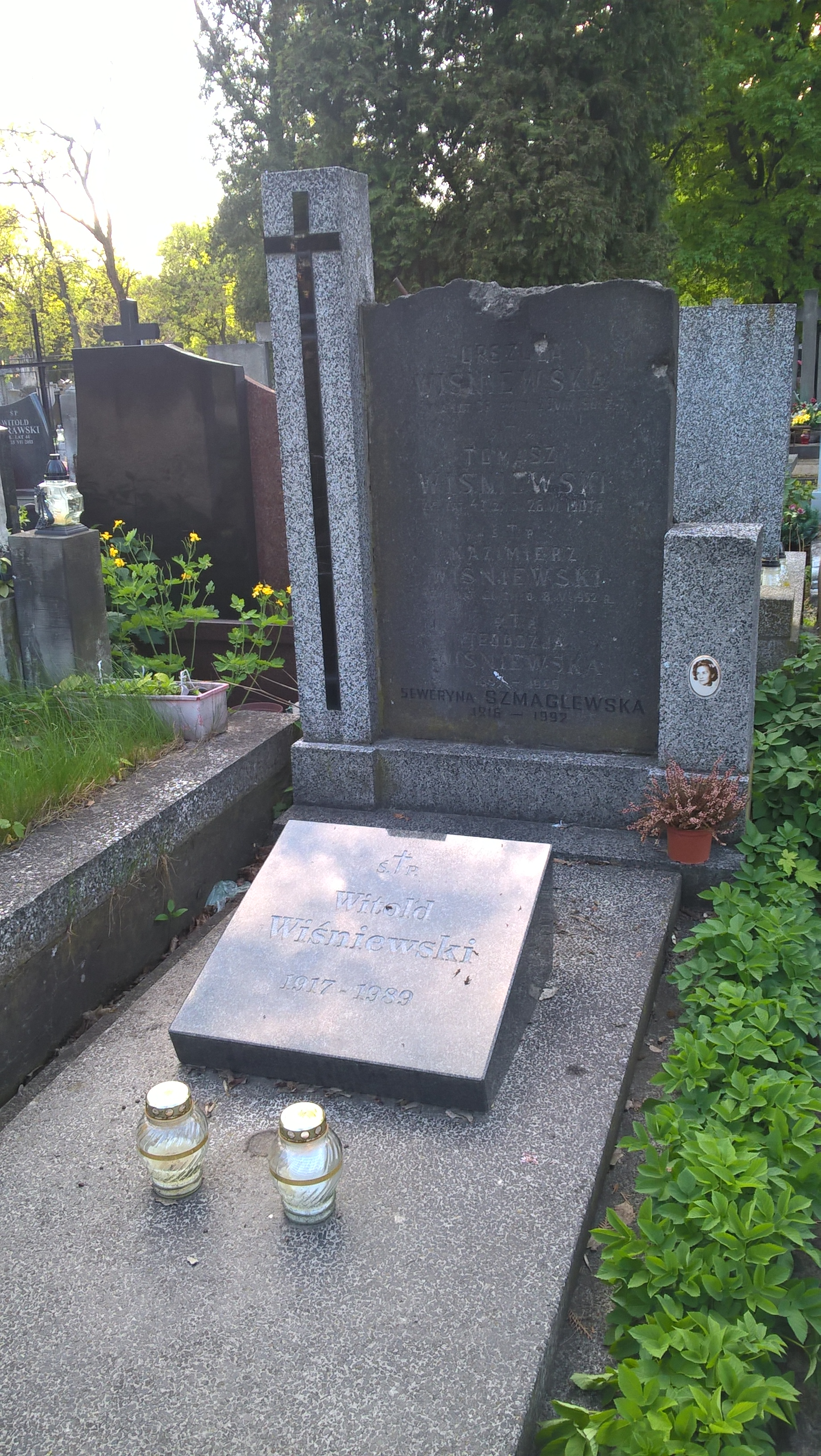
Grób Seweryny Szmaglewskiej na cmentarzu Bródnowskim w Warszawie

Seweryna Szmaglewska-Wiśniewska (ur. 11 lutego 1916 w Przygłowie koło Piotrkowa Trybunalskiego, zm. 7 lipca 1992 w Warszawie) – polska pisarka, prozaiczka i autorka powieści dla młodzieży Czarne Stopy.

## Życiorys
Córka Antoniego Szmaglewskiego, sekretarza gminy i Pelagii z Bystrońskich. Po śmierci rodziców była wychowywana przez swoją nauczycielkę Aleksandrę Matusiakową. Po ukończeniu żeńskiego Seminarium Nauczycielskiego im. Królowej Jadwigi w Piotrkowie Trybunalskim wyjechała do Warszawy, gdzie uczęszczała do Studium Społeczno-Oświatowego Wolnej Wszechnicy Polskiej. Następnie studiowała na Uniwersytecie Jagiellońskim w Krakowie oraz w Łodzi. W latach 1942–1945 była więziona w niemieckim obozie koncentracyjnym Auschwitz-Birkenau. 18 stycznia 1945 pod Wodzisławiem Śląskim podjęła udaną próbę ucieczki z marszu śmierci. Następnie skierowała się w kierunku północno-wschodnim, a z czasem udała się jeszcze dalej od trasy marszu. Ostatecznie ukryła się w gospodarstwie Dolników w Boryni (dziś część Jastrzębia Zdroju).
Po II wojnie światowej zamieszkała w Łodzi, w 1946 poślubiła architekta Witolda Wiśniewskiego i przeprowadziła się do Warszawy. Zeznawała podczas procesów norymberskich. Wieloletnia wiceprezes Rady Naczelnej ZBoWiD oraz członkini Rady Ochrony Pomników Walki i Męczeństwa.
W 1986, na podstawie jej książki o tematyce harcerskiej przygody pt. Czarne Stopy, powstał film fabularny pod tym samym tytułem, w reżyserii Waldemara Podgórskiego.
Pochowana na cmentarzu Bródnowskim w Warszawie (kw. 18 E, rząd 3, grób 17).

## Publikacje
- Dymy nad Birkenau (lektura do szkoły średniej za czasów PRL), 1945;
- Łączy nas gniew, 1955;
- Prosta droga Łukasza, 1955;
- Chleb i nadzieja, 1958;
- Zapowiada się piękny dzień, 1960;
- Czarne Stopy (dla młodzieży; lektura uzupełniająca do klasy 5. szkoły podstawowej), 1960;
- Puste miejsce przy stole, 1963;
- Więzienna krata: Antologia pamięci 1939-45 (opr.), 1964;
- Krzyk wiatru, 1965;
- Odcienie miłości, 1969;
- Niewinni w Norymberdze, 1972;
- Nowy ślad Czarnych Stóp, 1973;
- Wilcza jagoda 1977;
- Biała róża, 1983;
- Dwoje smutnych ludzi, 1986.

## Odznaczenia i nagrody[7][6]
- Krzyż Komandorski Orderu Odrodzenia Polski (1960)
- Order Sztandaru Pracy I klasy (1978)
- Złoty Krzyż Zasługi (1953)
- Medal „Za udział w wojnie obronnej 1939” (1981)
- Medal 40-lecia Polski Ludowej (1984)[8]
- Krzyż Oświęcimski (1985)[9]
- Odznaka 1000-lecia Państwa Polskiego (1967)
- Złoty Medal „Opiekun Miejsc Pamięci Narodowej” (1987)
- Odznaka honorowa „Zasłużony dla Warmii i Mazur” (1965)[10]
- Medal „Bojownikom przeciwko faszyzmowi 1933–1945” (Niemiecka Republika Demokratyczna, 1960)[11]
- Nagroda Ministra Kultury i Sztuki I stopnia za całokształt twórczości literackiej ze szczególnym uwzględnieniem Dymów nad Birkenau i Niewinnych w Norymberdze (1973);
- Nagroda specjalna Głównej Kwatery ZHP za powieść Nowy ślad Czarnych Stóp (1979)
- Nagroda im. Ludwika Waryńskiego (1985) za książkę "Niewinni w Normberdze" (Książka i Wiedza, wyd. IV)[12].

## Patronat
Seweryna Szmaglewska jest patronką Szkoły Podstawowej w Woźnikach.